# Saint-Nazaire
|  | For den sydfranske by, se Saint-Nazaire, Pyrénées-Orientales |
Saint-Nazaire er en stor fransk provinsby. Den er beliggende i departementet Loire-Atlantique.